# 묘조 식품
묘조식품(明星食品 묘조우쇼쿠힌[*], 명성식품, Myojo Food Co, Ltd.)은 일본의 라면전문 식품회사다. 본사는 일본 도쿄에 있으며, 현재는 닛신식품에 속해 있다.

## 연혁
- 1950년 3월 28일에 창업함.

## 현재 생산제품
- 묘조 챠루메라 (明星チャルメラ)
- 중화삼미 (中華三昧)
- 야키소바 (鉄板焼きそば)
- 이페이쨩 (一平ちゃん)
- 뎃세 (でっせ)